# パウル・ローレンツェン
パウル・ローレンツェン（ドイツ語:Paul Lorenzen、1915年3月24日 - 1994年10月1日）は、ドイツ帝国（現:ドイツ）キール出身の哲学者、数学者、論理学者。
1950年後半に同国出身の哲学者クーノ・ローレンツと共にゲーム理論的概念に基づいた論理の意味論の手法である「ゲーム意味論」を提唱し、エルランゲン学派を創設したことで名高い。

## 生涯
1915年3月24日、ローレンツェンはドイツ帝国（現:ドイツ）のキールに生まれ、学生時代は同国出身の数学者ダフィット・ヒルベルトに師事した。
クリスティアン・アルブレヒト大学キールやフンボルト大学ベルリンにて数学、物理学、化学、哲学を学び、1938年にはゲオルク・アウグスト大学ゲッティンゲンに進学し、同国出身の数学者ヘルムート・ハッセのもとで博士号を修得した。
1939年にはライン・フリードリヒ・ヴィルヘルム大学ボンに行き、同国出身の数学者ヴォルフガング・クルルの助手を務めた。
1962年よりフリードリヒ・アレクサンダー大学エアランゲン＝ニュルンベルクの教授を務める。
その後、スタンフォード大学やテキサス大学、ボストン大学で教鞭を執り、1967年から1968年にかけてのジョンロック講義を担当した。
1994年10月1日にゲッティンゲンで亡くなる。

## 主な著書
- Paul Lorenzen, Frederick J. Crosson (Translator), Formal Logic, Springer, New York, July 1964.
- Paul Lorenzen, Normative Logic and Ethics, Mannheim/Zürich, 1969.
- Paul Lorenzen, John Bacon (Translator), Differential and Integral: A constructive introduction to classical analysis, The University of Texas Press, Austin, 1971.
- Paul Lorenzen, Lehrbuch der konstruktiven Wissenschaftstheorie, Mannheim/Zürich, 1984.
- Paul Lorenzen, Karl Richard Pavlovic (Trans.), Constructive Philosophy, The University of Massachusetts Press, Amherst, 1987.